# Teodorico Nibelungo
Teodorico detto le Trésorier. Theodericus, in latino (810 circa – 882/3) fu discendente dei Pipinidi, abate di San Quintino, conte di Vermandois e conte di Autun.

## Origine
Discendeva dai Pipinidi, da Childebrando, fratellastro di Carlo Martello, molto probabilmente era figlio di Childebrando III (discendente di Nibelungo I, figlio illegittimo del citato Childebrando), e di Dunna, di cui non si conoscono gli ascendenti. Secondo lo storico francese Christian Settipani, esperto di genealogie, Teodorico era fratello di Eccardo di Autun, come risulta da un elenco dell'abbazia di Faremoutiers (Hiltibrandus mo[nachos]…Theoterichus com[es], Hæckardus, Bernardus).

## Biografia
Egli è una figura oscura della quale si hanno scarse notizie e sempre Christian Settipani suggerisce che Teodorico fosse lo stesso Teodorico conosciuto come le Tresorier.
Questa corrispondenza è confermata da un documento del Cartolario di Saint-Benoît-sur-Loire, in cui il conte Eccardo, nell'876, diede disposizioni testamentarie, sia in memoria dei genitori, Childebrando e Dunna, sia a favore della moglie Richilde e del fratello Teodorico.
Secondo i Capitularia del re dei Franchi occidentali, Carlo il Calvo, Teodorico nell'853 era missus dominicus.
Sempre dai Capitularia del re dei Franchi occidentali, Carlo il Calvo, Teodorico risulta primo nella lista di coloro che avevano giurato fedeltà al re prima del raduno di Reims dell'854.
Dai Capitularia del re dei Franchi orientali, Ludovico il Germanico, Teodorico risulta essere tra i testimoni del Trattato di Meerssen dell'870, con il quale a Carlo il Calvo e Ludovico il Germanico si spartirono la Lotaringia.
Dopo la morte del fratello Eccardo (876/7), Teodorico entrò in possesso della città di Perrecy.
Ancora dai Capitularia del re dei Franchi occidentali ed inoltre imperatore, Carlo il Calvo, Teodorico, assieme ad altri conti e prelati , venne sollecitato a portare aiuto al figlio di Carlo, Luigi il Balbo. Questo documento, conosciuto come Conventum Carisiacensis fu redatto a giugno 877, prima che Carlo valicasse le Alpi per tornare in Italia, pochi mesi prima di morire.
Nell'878, Teodorico venne investito della contea di Autun, dal nuovo re dei Franchi occidentali, Luigi il Balbo.
L'anno successivo, secondo gli Annales Bertiniani, a seguito di una disputa col conte di Provenza Bosone, Teodorico dovette rinunciare alla contea di Autun, ottenendo in cambio una abbazia, da parte di Bosone.
Teodorico compare come esecutore della restituzione di una proprietà alla chiesa di Autun, per il volere del re di Aquitania, Carlomanno II, in un documento dell'880.
Teodorico morì tra l'882 e l'883.

## Matrimonio e discendenza
Teodorico aveva preso moglie, di cui non conosciamo il nome ma che secondo lo storico francese Christian Settipani, esperto di genealogie, era la figlia di Riccardo II, conte di Amiens, e della moglie di cui non si conoscono, né il nome, né gli ascendenti. Quindi la moglie di Teodorico era la sorella di Bivin di Vienne (il padre di Bosone) e di Richilde la seconda moglie di Eccardo, fratello di Teodorico. Quest'ultimo dalla moglie ebbe quattro figli:
- Riccardo, citato in un documento dell'aprile 885, che fa riferimento al testamento del conte Teodorico e alle disposizioni dello zio Eccardo[12];
- un figlio maschio († prima dell'aprile 885), citato nello stesso documento con il fratello Riccardo, ma in cui risulta già deceduto[12];
- Teodorico, citato nello stesso documento dell'aprile 885, in cui risulta come esecutore assieme al cognato, Urso[12];
- Una figlia femmina, che aveva sposato, prima dell'aprile 885, tale Urso che risulta come esecutore assieme al cognato, Teodorico[12].

### Fonti primarie
- (LA)  Monumenta Germaniae Historica, Legum, tomus I.
- (LA)  Annales Bertiniani.
- (LA)  Rerum Gallicarum et Francicarum Scriptores, tomus IX.

### Letteratura storiografica
- René Poupardin, Ludovico il Pio, in «Storia del mondo medievale», vol. II, 1999, pp. 558–582
- René Poupardin, I regni carolingi (840-918), in «Storia del mondo medievale», vol. II, 1999, pp. 583–635